# Sparkasse der Stadt Amstetten

Logo der Sparkasse Amstetten

Die Sparkasse der Stadt Amstetten AG ist ein niederösterreichisches Bankunternehmen mit Sitz in Amstetten und Teil der Sparkassengruppe in Österreich. Sie entstand 1874 als Gemeindesparkasse. Die Sparkasse ist Mitglied des Kooperations- und Haftungsverbundes der österreichischen Sparkassen und des Österreichischen Sparkassenverbands.

## Geschichte
Anfang August 1871 erfolgte im Gemeinderat der Beschluss eine Sparkasse zu errichten. Zu diesem Zweck wurde ein Vorbereitungskomitee, das den Bürgermeister und einige Gemeinderäte umfasste, eingesetzt. Anfang Mai 1872 wurden die ausgearbeiteten Statuten durch den Gemeinderat beschlossen und gleichzeitig durch Vinkulierung einer auf 13.500 fl CM lautenden Grundentlastungsobligation die Haftung übernommen. Ende Dezember 1873 bzw. Anfang April 1874 bekamen sowohl die Errichtung als auch die Statuten den behördlichen Sanktus, Anfang Mai auch die Geschäftsordnung. Anfang Juli 1874 öffnete die Sparkasse ihre Tore. Am ersten Amtstag wurden von 10 Kunden 1.383 Gulden eingelegt.

## Bauliche Entwicklung der Hauptanstalt
Die Sparkasse eröffnete in der Gemeindekanzlei im Rathaus. Mit 1875 wurden Räumlichkeiten im ersten Stock bezogen. Doch am 17. Juni 1877 wurde ein Gutteil des Rathauses und mit ihm auch die Räumlichkeiten der Sparkasse durch einen großen Brand stark in Mitleidenschaft gezogen. Durch den Beschluss das Rathaus neu zu bauen, musste die Sparkasse bis zur Eröffnung Anfang Oktober 1898 in ein Ausweichlokal. Keine drei Wochen nach Ende des Zweiten Weltkrieges konnte die Sparkasse schon wieder aufsperren, doch nur wenige Tage später zog die russische Kommandantur ins Rathaus ein. Die Sparkasse musste notdürftig auf den Hauptplatz 1a übersiedeln, erst zu Silvester 1947 konnte sie wieder ins Rathaus zurück. Mitte Dezember 1954 wurde der Grundstein für ein eigenes Sparkassengebäude gelegt, Ende Februar 1957 folgte die Eröffnung des neuen Sparkassenhauses Hauptplatz 31. 1968 vollzog sich der erste Umbau der Sparkasse. Der Kassensaal wurde von 86 m² auf 140 m² vergrößert, eine zweite Kasse wurde eingebaut. Eine Rohrpostanlage wurde installiert, ein Tag- und Nachttresor geschaffen, im Keller wurde ein Saferaum eingebaut. Ein Lift verband die Geschoße des Hauses. Eine kundenfreundliche Neuerung war eine Briefschließfachanlage in der Passage. 1975/76 zweiter Erweiterungsbau der Sparkasse. Der zweigeschoßige Anbau erfolgte in Sechseckform, darunter wurde eine Tiefgarage errichtet. Im Erdgeschoß des Sechsecks wurde eine Sofort-Kassenanlage installiert. 1993/94 erfolgte der dritte Erweiterungsbau. Die Sparkasse erwarb dazu noch 2 Stockwerke des angrenzenden Stadthauses von der Stadtgemeinde. Der vierte Umbau fand 2003 statt. Dabei wurde die Fassade, das Dach, das 4. Stockwerk mit dem Sitzungssaal sowie das Kundenzentrum erneuert. 2004 erfolgte die Renovierung des Sechsecks.
Mit Wirkung vom 11. September 2008 wurde die Sparkasse Amstetten in die Anteilsverwaltungssparkasse Amstetten umgewandelt – die Sparkasse der Stadt Amstetten AG gegründet und das Unternehmen der Sparkasse Amstetten eingebracht. Am 27. August 2009 erfolgte die Umwandlung der Anteilsverwaltungssparkasse in die Sparkasse Amstetten Privatstiftung.